# 聖地
聖地，指被視為「神聖之地」，往往是有重大作用和歷史意義之地。儒家士人中，專指和孔子等儒家聖賢有特別關係的地方，如出生地、活動地。
聖地一詞後來被各種文化、宗教、信仰等所借用，指稱與諸神仙、聖人有密切關係的所在。在中國歷史，人們也把祭祖的神龕、宗廟等視為神聖的地方，有人也稱這種地方為聖地。
古代文獻：
- 《醒世姻緣》（第二十四回 善氣世回芳淑景 好人天報太平時）：「再如兗州的尼山，雖不是大觀，但聖母顏氏禱此而生孔子，到如今顏氏所生之穀，草木之葉皆上起，所降之穀，草木之葉皆下垂。這孔聖人發跡的所在，那較得什麼優劣？雷澤相傳有神主之，龍身人頭，鼓其腹作雷聲。史記舜漁於雷澤，就是此處。這聖地經歷的所在，也不消論甚好歹，至於甚麼防山、龜山、嶧山、君山、昌平、南武、澹台、太白、棲霞、穀城、馬陵、南武，這都是兗州屬內名山。」

## 文化中的聖地
- 五嶽：中國歷史文化中的聖地
  - 東嶽泰山，五嶽之首。傳說天子帝王泰山封禪祭天始自軒轅黃帝，《史記·封禪書》記載：「黃帝封泰山，禪亭亭。」
  - 西嶽華山
  - 北嶽恒山
  - 南嶽衡山
  - 中嶽嵩山
- 黃帝陵：中國的聖地
- 曲阜，有合稱「三孔」 的孔府、孔廟、孔林，有孔子的诞生地尼山，是儒家文化中關於孔子的聖地

- 白頭山：朝鮮民族的聖山
- 大霸尖山：賽夏族和泰雅族共同的祖先發源地
- 白石山：太魯閣族和賽德克族的聖山
- 拉魯島：邵族的聖地
- 玉山：布農族和鄒族共同的聖山
- 塔山：鄒族的聖山
- 大、小鬼湖：魯凱族的聖地
- 大武山：排灣族的聖山
- 美崙山：撒奇萊雅族的聖山
- 都蘭山：卑南族的聖山

## 各种宗教聖地
在宗教方面，聖地指對宗教有重大影響或與宗教創始人有極大關係的地方。各世界宗教的聖地，皆吸引不少信徒前往參觀與朝聖。圍繞聖地建立的永久定居社區稱為聖城。
- 佛教：
  - 佛教八大聖地
    - 藍毗尼園（Lumbini）：釋迦佛出生地
    - 菩提伽耶（Bodhgaya）：釋迦佛成道處
    - 鹿野苑（Sarnath）：釋迦佛初轉法輪處
    - 舍衛城（Sravasti）：釋迦佛降伏外道處
    - 曲女城：釋迦佛自忉利天臨降處
    - 王舍城（Rajgir）：釋迦佛化度處
    - 毗舍離（Vaishali）：釋迦佛宣告將捨壽處
    - 拘尸那羅（Kushinagar）娑羅雙樹：釋迦佛涅槃處

  - 藏傳佛教
    - 拉萨：布达拉宫、大昭寺、哲蚌寺

  - 汉傳佛教四大菩薩道場
    - 五台山：位于山西五台县，为文殊菩萨道场。
    - 峨嵋山：位于四川峨眉山市，为普贤菩萨道场。
    - 普陀山：位于浙江舟山市，为观音菩萨道场。
    - 九华山：位于安徽青阳县，为地藏菩萨道场。

  - 日本佛教
    - 比叡山：延曆寺所在地
    - 高野山：金剛峯寺所在地
    - 身延山：久遠寺所在地

- 道教：四大名山與洞天福地
  - 青城山，位于四川都江堰，正一道首代張天師張道陵真人所居。
  - 龍虎山，位于江西贵溪，張道陵真人煉丹之地，魏晉以後，歷代張天師皆居於此。
  - 武當山，位于湖北十堰，傳為真武大帝所居。
  - 齊雲山，位于安徽黄山，傳為真武大帝顯化之地。
  - 民間信仰:大部分以奉祀該神明所建的第一座廟宇所在地為主，被後續分靈至外地的廟宇視為祖廟，因此地位崇高
    - 湄洲天后宮:位於福建莆田，是媽祖出生及得道飛昇之地，是全世界媽祖廟的祖廟，也是信徒心中的聖地
    - 晉江龍山寺:位於福建泉州晉江，祀奉觀音菩薩，是全世界龍山寺的祖廟，如:艋舺龍山寺
    - 白礁慈濟宮:位於福建漳州，主祀保生大帝，學甲慈濟宮之開基二大帝即源出於此
    - 詩山鳳山寺:位於福建泉州，保安廣澤尊王祖廟，許多供奉廣澤尊王之廟宇沿用祖廟名，如:鹿港鳳山寺
    - 惠安青山宮:位於福建泉州，青山靈安尊王祖廟，許多供奉靈安尊王之廟宇沿用祖廟名，如:艋舺青山宮
    - 安溪清水巖:位於福建泉州，為清水祖師修道顯化之地
    - 福州白龍庵:位於福建福州，為五福大帝之祖廟。

- 基督教：在教會用語中，如提及「聖地」一詞而未說明其他定義，一般皆是指耶穌在世時生活之地，也就是以色列及巴勒斯坦。見聖地 (地區)。
  - 各教派共同聖地
    - 耶路撒冷：耶穌受難、埋葬和復活的地方，及其事工許多都發生於此

  - 天主教
    - 羅馬／梵蒂岡：教廷所在地
    - 聖母瑪利亞顯靈地，如花地瑪、露德等
    - 基督教聖人重要事蹟之地，如聖雅各之路

  - 基督新教
    - 维滕贝格：宗教改革發源地

  - 東正教
    - 谢尔吉耶夫：谢尔盖圣三一修道院所在地

- 伊斯蘭教
  - 麥加：先知易卜拉欣（亚伯拉罕）礼拜处、先知穆罕默德降生地、《古兰经》启示开始降临处、伊斯兰教复兴处
  - 麥地那：圣迁（希吉拉历开始的标志）的目的地，有先知清真寺，内有先知穆罕默德的陵墓
  - 納傑夫：什葉派聖城之一，第四代哈里发阿里的陵墓位於當地的伊玛目阿里清真寺
  - 卡尔巴拉：什葉派聖城之一，伊玛目侯赛因殉难处，地位僅在麥加、麥地那、耶路撒冷和納傑夫之後
  - 马什哈德：什葉派聖城之一，什叶派第八伊玛目阿里·里达埋葬于此
  - 耶路撒冷：以色列众先知（摩西、大卫、所罗门、耶稣）故地，620年先知穆罕默德曾在此夜行登霄。耶路撒冷的阿拉伯语为al-Quds，意即「聖地」
  - 大马士革：倭马亚清真寺中有先知叶哈雅（施洗约翰）的陵墓
  - 伊斯坦堡：藍色清真寺、聖索菲亞大教堂

- 神道教
  - 重要神社，如伊勢神宮、明治神宮、出雲大社、日光東照宮等

- 猶太教：
  - 耶路撒冷：聖殿所在地
  - 马萨达：爭取自由的象徵